# Mycodrosophila projectans
Mycodrosophila projectans är en tvåvingeart som först beskrevs av Sturtevant 1916.  Mycodrosophila projectans ingår i släktet Mycodrosophila och familjen daggflugor. Inga underarter finns listade i Catalogue of Life.